# Entremont-le-Vieux
Entremont-le-Vieux là một xã thuộc tỉnh Savoie trong vùng Auvergne-Rhône-Alpes ở đông nam nước Pháp.